# Nanisme mulibrey
Le nanisme mulibrey (nommé à partir de muscle, liver, brain, et eye) est une maladie génétique faisant partie du groupe de l'héritage finlandais. Le nouveau-né a un petit poids à la naissance, hypotonique avec une face triangulaire, un crâne augmenté de volume, un cri bizarre, une augmentation de volume du foie par péricardite constrictive et des anomalies à l'examen du fond d'œil.
Les autres signes retrouvés sont des nævi cutanées et des anomalies osseuses à type de kyste du tibia.
Des troubles endocriniens sont fréquents : diabète, hypogonadisme hypogonadotrope. 